# 자주포

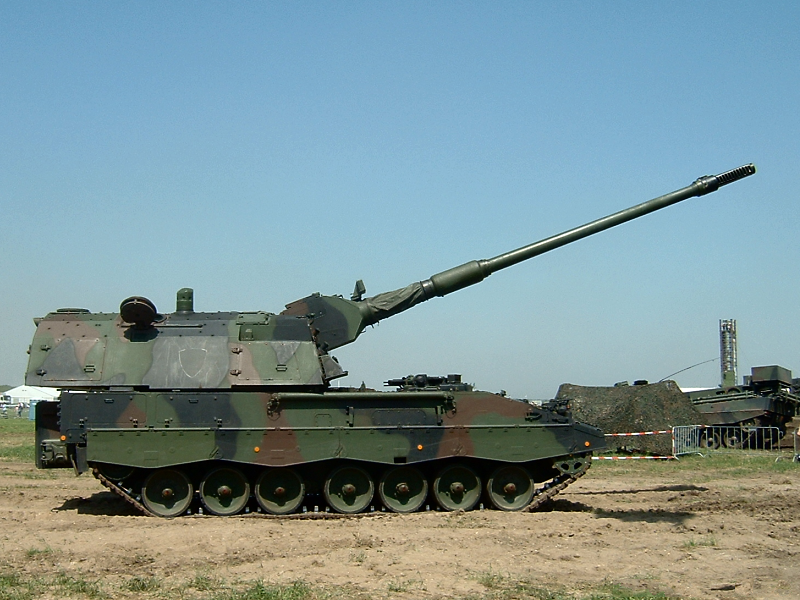
독일의 자주포 Panzerhaubitze 2000.

자주포(自走砲, 영어: self-propelled artillery, locomotive artillery)는 견인하지않고 스스로 이동해서 사격할 수 있도록 엔진이 내장된 무한궤도식 차체 혹은 차량에 탑재된 형태로 제작된 포를 가리킨다. 다른 기동 수단에 의지하여 움직이는 견인포와 대조된다. 대체로 자주포는 전차에 비해 장갑이 얇으며, 더 큰 구경의 대포를 탑재한다. 주로 곡사무기를 사용한다는 특징이 있며, 장비한 대포의 종류에 따라 자주 곡사·유탄·박격·대전차·대공포 등으로 불리기도 하지만 목적에 의한 명칭으로는 포병에서 운용하는 자주 곡사화기를 지칭한다. 제2차 세계대전에서 탱크와 작전행동을 함께 하면서 보병·전차를 지원하는 포병의 필요에 의해서 고안되었다.

## 개요

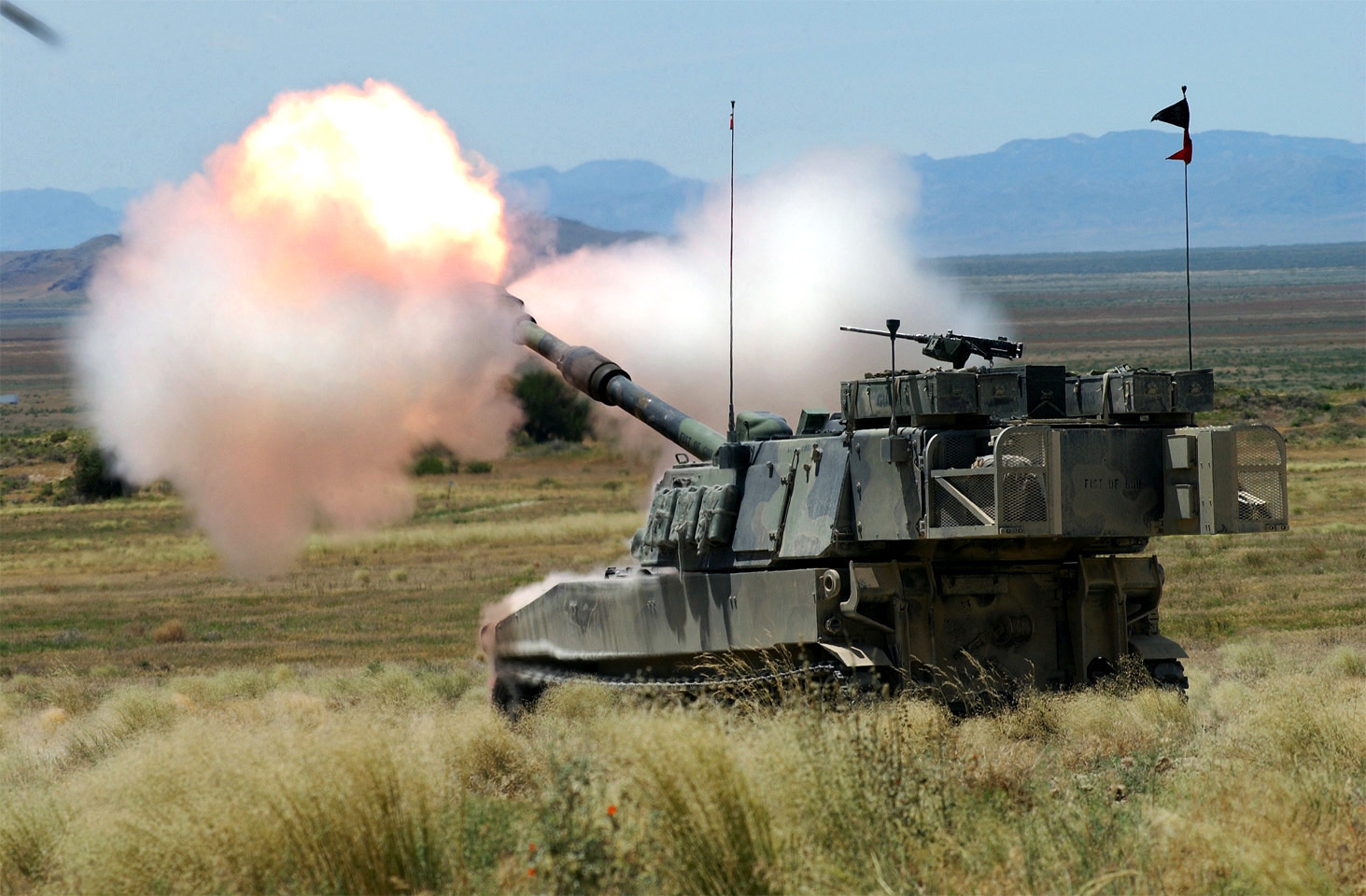
미국의 자주포 M109A6 팔라딘의 화력 시범

포병은 전선에 있어 중요한 역할을 담당하며, 대포에 의한 적 진지로의 포격 결과가 이후의 공격 성과를 크게 좌우한다. 그래서, 전선의 이동과 그에 동반하는 포의 빠른 이동이 중요한 문제가 되었다. 차바퀴가 달린 대포는 말이나 차량으로 견인할 수 있지만, 차량에 탑재하는 경우에 비하면 그 속도가 제한되며, 고르지 못한 지형에서는 기동력이 저하한다. 또한 견인상태로부터 사격상태로 이행하는 데에도 시간이 걸리는 경우가 많아, 속도가 요구되는 근대의 전투에 지장을 준다. 자주포는 이러한 문제를 해결하기 위해 등장하였고, 소형 트랙터에 포를 탑재한 것으로부터 제2차 세계대전 때 독일에 의해 개발된 구경 600mm 칼 자주박격포와 800mm 구스타브 열차포까지 다양한 종류가 개발되었다.
근래의 자주포는 대포병 레이더의 진화에 의해 포격후의 진지 전환이 특히 중요한 요소가 되었다. 같은 위치로부터 포격을 계속하게 되면 탄도로부터 발사위치를 알 수 있게 되어 대포 자체가 포격의 목표가 된다. 이를 피하기 위해 몇 발의 포격 후에 곧바로 이동하기 위한 기동성이 필요하게 되었다. 사격관제장치와 자동장전장치의 진화에 의하여, 장시간에 걸쳐 연속사격하는 경우와는 별도로, 단시간 내에 대량의 연속사격을 하는 급속 사격이 가능하게 되었다. 예를 들면, 러시아의 2S19 152mm 자주포의 경우, 지속 사격시에는 분당 2발의 비율로 포격을 하지만, 급속 사격시에는 분당 8발을 발사할 수 있다. 또한, 진지 전개로부터 포격, 재이동으로의 과정에 걸리는 시간의 단축되어, 독일의 PzH2000 자주포의 경우, 8발의 포격하는 임무를 전투준비에 30초, 포격에 1분, 철수에 30초로 약 2분에 마칠 수 있다.

## 전차와 자주포의 차이
전차는 원래, 방어되는 진지의 돌파를 목표로 개발되었고, 자주포는 대포에 기동력을 부여하기 위하여 개발되었다. 단, 넓은 의미에서 전차도 좁은 의미의 자주포로서 임무를 수행하는 경우가 있으며, 그 반대의 경우도 있다. 기능적으로는 전차도 자주포의 일종이라 할 수 있으므로, 전차와 자주포를 구분하는 경계는 애매한 면이 있다.
일반적으로, 전차는 시야에 들어온 목표를 직접 공격하여 파괴하는 것을 목표로 하고 있으나, 현대의 대부분의 자주포는 좌표 등의 관측 정보에 따라 간접 사격하는 것이 가장 중요한 목표이다. 또한, 전차에는 이동하는 물체를 포격하는 기능과, 이동하면서 포격하는 기능이 갖추어져 있지만, 자주포에서는 이러한 능력을 중요하게 여기지 않는다. 단, 몇몇 자주포는 직접 조준에 의해 적을 사격하는 기능이 있다. 또한, 전차는 대장갑용의 철갑탄, 성형작약탄, 점착유탄 등의 직격에 버틸 수 있도록 의도된 장갑이 있는 것에 비하여, 간접 공격을 전제로 한 자주포의 장갑은 포격이나 폭격의 폭풍과 파편 정도에 버틸 수 있으면 되기 때문에 장갑이 얇고, 복합장갑이나 폭발반응장갑을 장착하지 않는다. 개중에는 전혀 장갑이 없는 자주포도 있다.
대체로 자주포는 더 멀고 정확하게 표적을 타격하기 위해 전차보다 포신이 더 길다.

## 특징

### 장점
모양은 전차와 비슷하지만 보병 지원용의 대구경포를 탑재하고 있어 사격준비에 시간을 절약할 수 있다. 또한 야전포에 비하여 기동력이 월등히 뛰어나며 최근에는 이동하면서 사격할 수 있는 자주포도 있다. 그리고 무한궤도와 기관을 장비하고 있으므로 이러한 절차없이 어떠한 곳에서나 쉽게 사격할 수 있다.

### 단점
기관·무한궤도 등의 기동기관에 고장이 생기면 탑재된 화포까지 유효하게 사용하지 못하는 단점이 있다.

## 같이 보기
- K9 자주포
- 전차
- 곡사포
- 대전차자주포
- 견인포